# Губкино (Владимирская область)
Губкино — упразднённая деревня в Александровском районе Владимирской области России.

## География
Урочище находится в северо-западной части области, в зоне хвойно-широколиственных лесов, к востоку от автодороги 17Н-15, на расстоянии примерно 10 километров (по прямой) к юго-западу от города Александрова, административного центра района.

### Климат
Климат характеризуется как умеренно континентальный, с умеренно тёплым летом, холодной зимой, короткой весной и облачной, часто дождливой осенью. Среднегодовая температура воздуха — +3,4 °C. Годовое количество атмосферных осадков — 549 миллиметров, из которых большая часть выпадает в тёплый период.

## История
В советское время входила в состав Лизуновского сельсовета Александровского района. Упразднена решением облисполкома № 441 от 21 апреля 1977 года как фактически не существующая.